# 李克似
李克似（？—？），济南人，是一名清朝政治人物。恩贡出身。
李克似曾于顺治年间接替姜光孕任延平府知府一职，康熙四年（1665年）由路坦然接任。